# Trichilia capitata
Trichilia capitata är en tvåhjärtbladig växtart som beskrevs av Johann Friedrich Klotzsch. Trichilia capitata ingår i släktet Trichilia och familjen Meliaceae. Inga underarter finns listade i Catalogue of Life.